# Török költők, írók listája

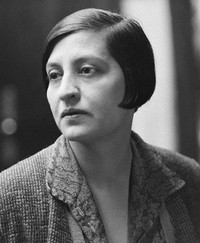
Halide Edib Adıvar

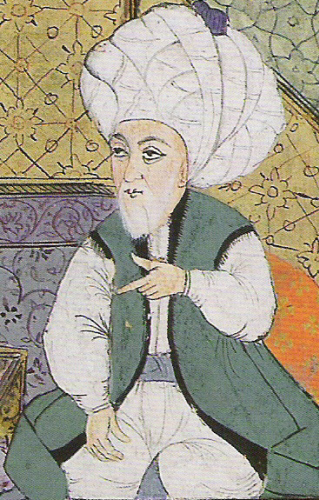
Báki

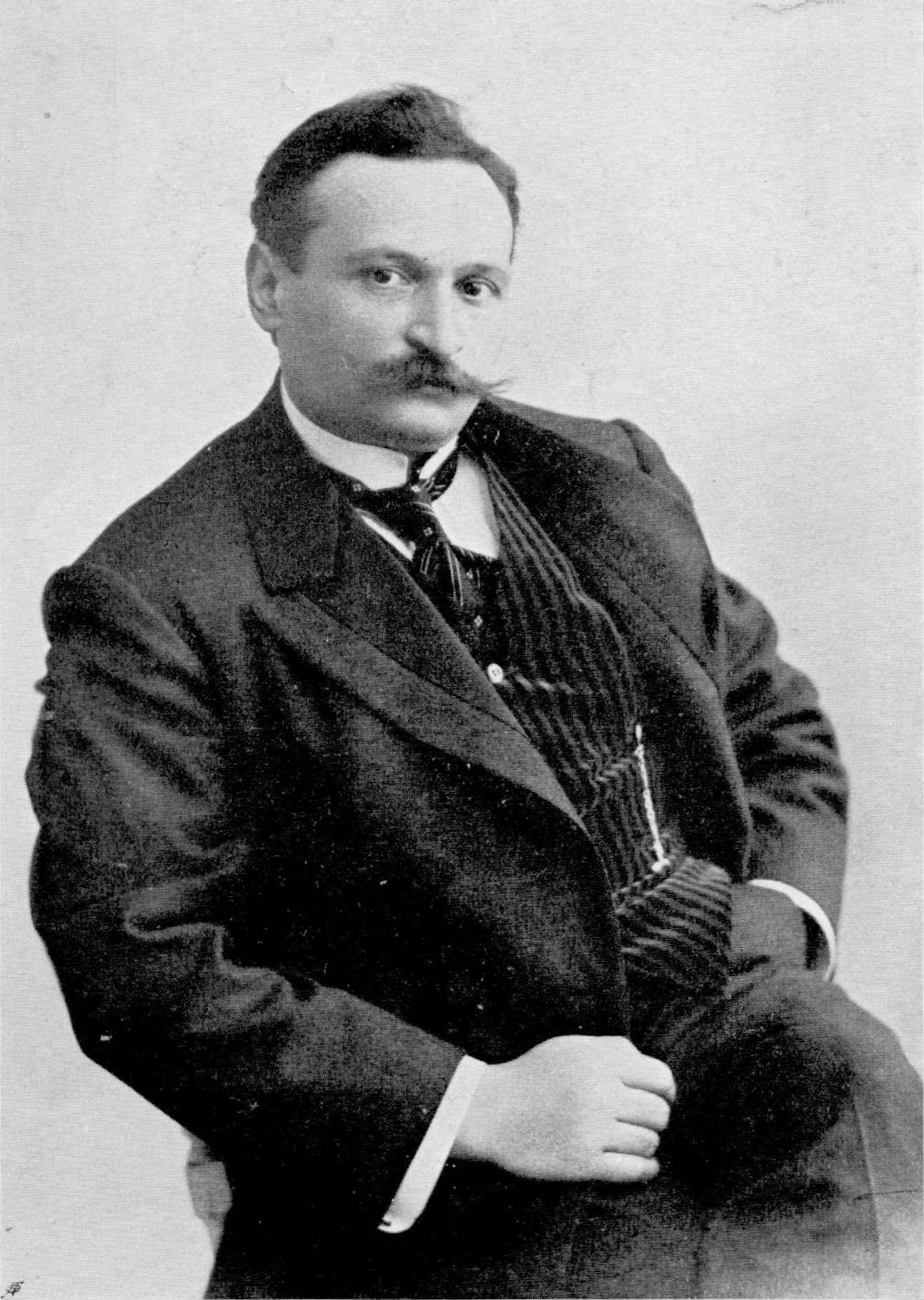
Tevfik Fikret

Namık Kemal

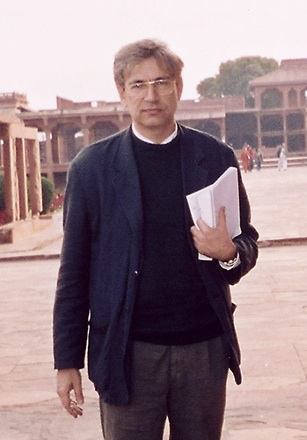
Orhan Pamuk

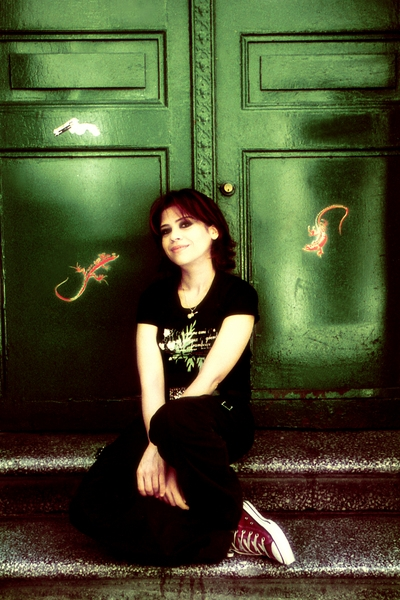
Aydilge Sarp

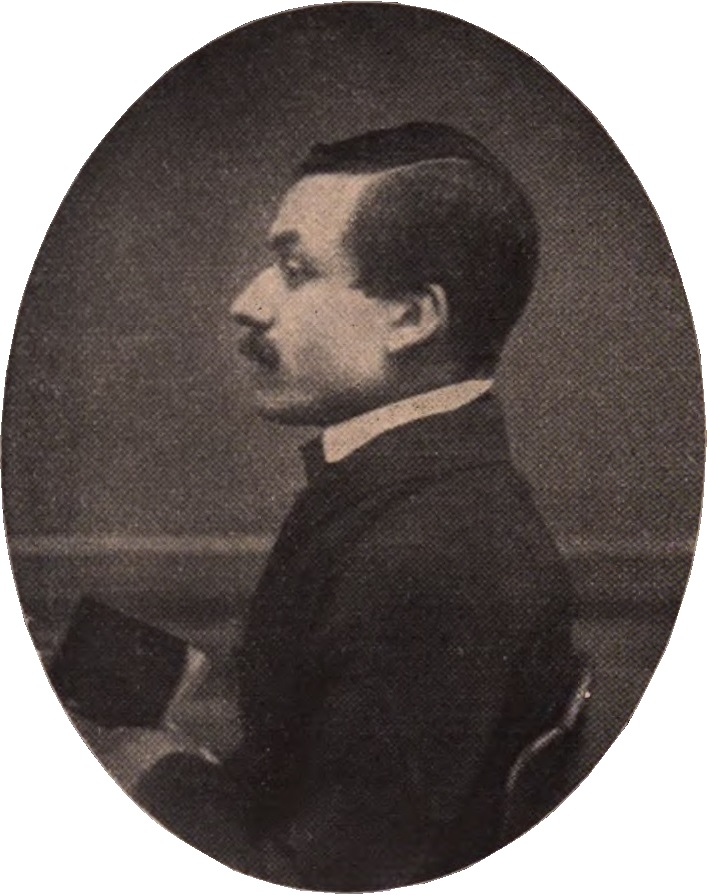
İbrahim Şinasi

Ez a lista a legismertebb török költőket, írókat tartalmazza névsorban, évszámmal ellátva.
| Ábécé szerinti tartalomjegyzék                      |
| --------------------------------------------------- |
| A B C D E F G H I J K L M N O P Q R S T U V W X Y Z |

## A
- Sait Faik Abasiyanik (1906–1954)
- Pir Sultan Abdal (1480–1550)
- Halide Edib Adıvar (1884–1964)
- Adalet Ağaoğlu (1929–)
- Hikmet Temel Akarsu (1960)
- Dursun Akçam (1930–2003)
- Gülten Akın (1933–)
- Sabahattin Ali (1907–1948)
- Melih Cevdet Anday (1915–2002)
- Süreyya Aylin Antmen (1981–)
- Ahmed Arif (1927–1991)
- Duygu Asena (1946–2006)
- Aşik Paşa (1271–1332)
- Oğuz Atay (1934–1977)
- Hüseyin Nihal Atsız (1905–1975)
- Ece Ayhan (1931–2002)
- Esmahan Aykol (1970–)

## B
- Báki (1526–1600)
- Mustafa Balel (1945–)
- İbrahim Halil Baran (1981–)
- Enis Batur (1952–)
- Fakir Baykurt (1929–1999)
- Ilhan Berk (1918–2008)
- Ismail Beşikçi (1937–)
- Ataol Behramoğlu (1942–)
- Yahya Kemal Beyatlı (1884–1958)
- Ali F. Bilir (1945–)

## C, Ç
- Faruk Nafiz Çamlıbel (1898–1973)
- Evlija Cselebi (1611–1687)
- Asaf Hâlet Çelebi (1907–1958)
- Duran Çetin (1964–)
- Edip Cansever (1928–1986)
- Necati Cumalı (1921–)

## D
- Fazıl Hüsnü Dağlarca (1915–2008)
- Zeki Ömer Defne (1903–1992)
- Ahmet Muhip Dıranas (1908–1980)
- Nurduran Duman (1974–)

## E
- Baki Süha Ediboğlu (1915–1972)
- Yavuz Ekinci (1979–)
- Burak Eldem (1961–)
- Yunus Emre (1238?–1320?)
- Leyla Erbil (1931–2013)
- Selim Erdoğan (1962–)
- Haydar Ergülen (1956–)
- Azra Erhat (1915–)
- Seyhan Erözçelik (1962–)
- Mehmet Akif Ersoy (1873–1936)
- Sabahattin Eyüboğlu (1908–1973)

## F
- Selma Rıza Feraceli (1872–1931)
- Tevfik Fikret (1867–1915)
- Fuzúli (1483–1556)

## G
- Şeyh Galip (1757–1799)
- Ziya Gökalp (1875–1924)
- Reşat Nuri Güntekin (1889–1956)

## H
- Halikarnas Balıkçısı (1890–1973)
- Nigar Hanım (1856–1918)
- Ahmed Haşim (1884–1933)
- Abdülhak Hamit Tarhan (Abdülhak Hamid, 1852-1937)
- Şeyyad Hamza (Sejját Hamza, 13. század)
- Hayali (1500?–1557)
- Nâzım Hikmet (1901–1963)
- Naszreddin Hodzsa (1208–1284)

## I, İ
- Rıfat Ilgaz (1911–1993)
- Mehmet Murat İldan (1965–)
- Attila İlhan (1925–2005)
- Sabit İnce (1954–)
- I. Iszmáíl perzsa sah (1487–1524)

## K
- Karacaoğlan (17. század)
- Sezai Karakoç (1933–)
- Yakup Kadri Karaosmanoğlu (1889–)
- Namık Kemal (1840–1888)
- Orhan Kemal (1914–1970)
- Yaşar Kemal (1923 (1926?) – )
- Necip Fazıl Kısakürek (1904–1983)
- Seyhan Kurt (1971–)
- Onat Kutlar (1936–1995)
- İsmail Küçükkaya (1970)
- Cahit Külebi (1917–1997)

## M
- Perihan Mağden (1960–)
- Vüdsudi Mehmed (?–1643)
- Nezihe Muhiddin (1889–1958)
- Lale Müldür (1956–)

## N
- Nábi (1642–1712)
- Behçet Necatigil (1916–1979)
- Nedim (1681?–1730)
- Nefi (1572–1635)
- Neşati (1600?–1674)
- Aziz Nesin (1915–1995)

## O
- Turan Oflazoğlu (1932–)

## Ö
- İsmet Özel (1944–)

## P
- İskender Pala (1958–)
- Orhan Pamuk (1952–) – Irodalmi Nobel-díj, 2006
- Ibrahim Pecsevi (~1472–?)

## R
- Ahmed Resmi Efendi (1694–1783)
- Oktay Rifat Horozcu 1914–1988)

## S, Ş
- Elif Şafak (1971–)
- Aydilge Sarp (1979–)
- Âşık Veysel Şatıroğlu (1894–1973)
- Leyla Saz Hanım (1845–1936)
- Ömer Seyfettin (1884–1920)
- İbrahim Şinasi (1826–1871)
- Burhan Sönmez (1965)
- Cemal Süreya (1931–1990)

## T
- Ahmet Hamdi Tanpınar (1901–1962)
- Cahit Sıtkı Tarancı (1910–1956)
- Latife Tekin (1957–)
- Osman Nuri Topbaş (1942–)

## U
- Halit Ziya Uşaklıgil (1866–1945)

## Y
- Ahmet Yalçınkaya (1963–)
- Can Yücel (1926–1999)

## V
- Ahmet Vefik Paşa (1823–1891)
- Orhan Veli Kanık (1914–1950)

## Z
- Cahit Zarifoğlu (1940–1987)
- Ziya Paşa (1825–1880)